# Jason Denayer
Pour les articles homonymes, voir Denayer.
Jason Denayer, né le 28 juin 1995 à Jette (Bruxelles) en Belgique, est un footballeur international belge qui joue au poste de défenseur.

## Étymologie
Denayer est un patronyme néerlandophone qui signifie « couturier ». Il est issu du moyen néerlandais naeyer, nayer ou encore neyer.
Jason (prononcé en anglais : [ˈdʒeɪsn̩]) est un prénom anglophone qui provient du grec ancien Ἰάσων / Iásōn, /i.ǎː.sɔːn/ et qui signifie « le guérisseur ».

## Biographie

### En club

#### Jeunesse et formation
Né d'un père belge et d'une mère congolaise, Jason Denayer commence à jouer au football à l'âge de six ans au FC Ganshoren. Il rejoint ensuite les équipes de jeunes du Sporting d'Anderlecht avant de rejoindre à treize ans l'Académie Jean-Marc Guillou à Lierre au sein de laquelle il se voit reconverti d'attaquant en défenseur. Denayer loue sa période à JMG pour avoir perfectionné sa technique car les jeunes de l'Académie ne jouent pas de compétitions normales mais participent à la place à des jeux en petits groupes en se concentrant sur la technique alors que l'enseignement, quant à lui, est fourni dans une école privée. Ils s'entraînent pieds nus pour améliorer leur toucher de balle; « Ça aide à développer ses compétences techniques. Une fois qu'on a atteint un certain niveau, on a le droit de chausser. Dès lors, l'entraînement est axé sur la technique et le jeu dans des espaces réduits. », explique Denayer. Il décrit le régime comme "dur", ajoutant « Votre journée a commencé à 7 heures du matin et s'est terminée à 22h30. Entre les deux, vous aviez 90 minutes - juste avant le coucher - pour appeler vos amis ou votre famille. C'était jouer au football, étudier, manger dormir". »,,.
En 2013, le Lierse, qui est en partenariat avec la JMG Academy, tente de signer Denayer. Cependant, il rejette leur offre, déterminé à tenter sa chance en Angleterre où il décroche un essai à Liverpool mais le club et le joueur ne parviennent pas à un accord. Il se dirige alors vers Manchester City qui l'engage parmi ses jeunes au terme d'un essai concluant. Il signe son premier contrat professionnel avec les Citizens en juillet 2013 où il espère s'imposer et marcher ainsi sur les traces de Vincent Kompany.

#### Manchester City, d'un prêt à l'autre, l'éclosion (2014-2018)
Denayer joue tous les matchs de l'UEFA Youth League durant la saison 2013-2014 et inscrit un but, participant ainsi à la victoire 6-0 face au Bayern Munich. Il joue un rôle prépondérant dans la 4e place atteinte par City lors du championnat de Premier League U21, tout autant que durant la League Cup des moins de 21 ans, où les Sky Blues atteignent la finale de la compétition avant de s'incliner face à Reading. Il est ainsi nommé parmi les joueurs de l'année de l'Académie.
Durant l'été 2014, il participe au camp d'entraînement avec l'équipe première en Écosse. Il figure dans le onze de départ lors du match amical face à Dundee et rentre à la mi-temps face à Heart. Plus tard durant l'été, il prend part à la tournée américaine du club mais ne dispute que quelques minutes, rentrant en jeu à la 92e minute face à Kansas City.
Il est prêté au Celtic lors de la saison 2014-2015. Il fait ses débuts pour le club écossais quatre jours plus tard face à Dundee United, marquant son premier but professionnel dès la 3e minute de jeu. Le Celtic s'impose finalement 6 à 1 et Denayer remporte le prix d' « Homme du match ». Le 20 août 2014, il fait ses débuts en Ligue des champions face au NK Maribor en figurant dans le onze de départ. Le 13 septembre, face à Aberdeen, il marque à nouveau en début de match, donnant l'avantage à son équipe dès la 7e minute. Le 23 novembre, il doit sortir à la mi-temps face à Dundee victime d'un choc qui lui fait manquer le match de Ligue Europa face au Red Bull Salzbourg quatre jours plus tard. À la fin décembre, Denayer compte 17 apparitions pour le Celtic et forme avec Virgil van Dijk un duo solide en défense centrale. Denayer a commenté le fait de jouer aux côtés de Van Dijk : « Nous jouons bien ensemble et c'est un très bon joueur », ajoutant « J'apprends aussi de lui. Il a plus d'expérience que moi et il sait quoi me dire. Je l'écoute parce que je sais qu'il peut aider à faire de moi un meilleur joueur. ». Il termine la saison en remportant la Coupe de la Ligue écossaise et le Championnat d'Écosse. À titre personnel, il est élu « Meilleur jeune joueur du championnat d'Écosse ».
De retour de son prêt bénéfique au Celtic, Denayer signe un nouveau contrat de cinq ans avec Manchester City. Il participe ensuite à la pré-saison du club mancunien en Australie, durant laquelle il joue des matchs amicaux face à l'AS Roma (2-2) et au Real Madrid (1-4). Le 1er septembre 2015, le défenseur belge est cette fois prêté au Galatasaray. En balance entre Galatasaray et l'Olympique de Marseille, Jason Denayer a choisi de porter les couleurs du club turc lors de la saison 2015-2016. Manchester City a officialisé ce prêt d'un an Il dispute son premier match pour le Gala le 15 septembre 2015, lors d'un match nul en UEFA Champions League contre l'Atlético Madrid. Malgré une défaite 2-0, le défenseur belge réalise une performance saluée. Il fait ses débuts en championnat le 19 septembre lors d'un match à l'extérieur contre Trabzonspor, jouant du côté droit de la défense, aidant sa nouvelle équipe à garder ses cages inviolées dans une victoire 1-0. Denayer continue d'afficher sa vitesse et sa puissance, tout en améliorant sa lecture du jeu. Deux passes décisives face à Eskişehirspor et Gaziantepspor ont également souligné sa capacité à contribuer au secteur offensif. Il dispute sa dernière rencontre pour Galatasaray à l'occasion de la finale de la Coupe de Turquie contre Fenerbahçe le 26 mai, Denayer y délivre la passe décisive pour le seul but du match.
La saison suivante, c'est Sunderland qui accueille temporairement Denayer qui espére ainsi glâner du temps jeu au sein de la formation entraînée par David Moyes qui occupe la dernière place en Premier League et finit par être reléguée. Dans une équipe qui ne tourne pas bien, impuissant Moyes démissionne d'ailleurs fin mai, Denayer a du mal à s'exprimer de manière constante, il n'est pas un titulaire indiscutable et est souvent aligné en tant que milieu de terrain au lieu de sa position naturelle de défenseur. Il est également gêné par une série de blessures tenaces vers la fin de la saison. Le 30 août 2017, Denayer est une nouvelle fois prêté au Galatasaray en Turquie. Lors d'une victoire 2-0 sur Osmanlıspor le 28 janvier 2018, Denayer réussit 60 passes, dépassant ainsi le précédent record établi par Atiba Hutchinson du Beşiktaş lors de la saison 2014-15. Il dispute 22 matchs lors de son deuxième passage au club et son équipe décroche le titre de champion en terminant devant Fenerbahçe. Le 19 mai 2018, Jason Denayer dispute l'entièreté de la rencontre qui sacre le club stambouliote. Il décroche ainsi son deuxième titre avec les Turcs, après la Coupe de Turquie en 2016.

#### Olympique lyonnais, la stabilité (2018-2022)
Le 18 août 2018, il trouve un accord avec l'Olympique lyonnais. Il signe officiellement le 21 août pour le club rhodanien qui avait déjà tenté plusieurs approches par le passé, notamment en 2015 et en 2017 et dispute sa première saison en Ligue 1 pour une somme de 10 millions d'euros dont 3,5 de bonus. Sa première saison sous les couleurs rhodaniennes est très bonne, Denayer s'impose dans l'équipe et compte 31 titularisations au cours de la saison 2018-19, inscrivant deux buts. Il fait ses débuts en Ligue 1 le 31 août 2018 face à l'OGC Nice (défaite 0-1). Il marque son premier but avec ses nouvelles couleurs lors du derby contre Saint-Étienne le 23 novembre 2018, offrant la victoire à son équipe. Le 3 février 2019, Lyon bat le PSG, jusque-là invaincu, par 2 buts à 1. Lors de cette rencontre, alors que le score est de 1 but partout, Denayer se fait remarquer à la 44e minute en dégageant le ballon de la tête à même la ligne de but, empêchant ainsi les Parisiens de reprendre l'avance. En Ligue des champions, Lyon rencontre Barcelone en huitième de finale et conserve le nul blanc à domicile au match aller avant de faire étriller au Camp Nou (5-1) et de se voir éliminer. L'OL termine cette saison à la troisième place du championnat avec 72 points.
Au début de la saison 2019-2020, après le départ de Nabil Fekir, Jason Denayer est nommé capitaine par Sylvinho en raison de son leadership naturel. Lors de la deuxième journée de la nouvelle saison, Lyon s'est imposé 6-0 face à Angers. Une rencontre dans laquelle Denayer a réussi 114 passes devenant ainsi le premier joueur des cinq grands championnats européennes à y parvenir depuis le début des mesures par l'institut de statistiques Opta lors de la saison 2006-2007. En novembre, l'entraîneur brésilien Sylvinho est licencié et remplacé par Rudi Garcia. Celui-ci reprend le brassard de capitaine à Denayer pour le donner au néerlandais Memphis Depay. En Ligue des champions, il retrouve son ancien employeur, Manchester City, le 15 août 2020 en quart de finale, et s'impose 3 buts à 1. En demi-finale, le Bayern Munich s'avère trop fort pour les Gones qui s'inclinent 3-0 face aux Allemands, ceux-ci remportant d'ailleurs la victoire finale.
Denayer vit une saison 2020-2021 en demi-teinte. Associé à Marcelo dans l'axe de la défense, il redevient un pion essentiel de Garcia et dispute 33 rencontres toutes compétitions confondues, malgré deux blessures qui le tiennent éloigné des pelouses quelques semaines, mais la défense de l'OL craque régulièrement dans les moments cruciaux. Le club termine 4e du championnat, au pied du podium, et passe donc à côté de la Ligue des champions. Privés du graal européen, les rhodaniens risquent alors de perdre plusieurs joueurs clefs et Denayer est alors cité à Naples, qui voit en lui le remplaçant potentiel de Kalidou Koulibaly sur le départ, et à Arsenal qui étudierait aussi la possibilité d'attirer le Belge. Le Sénégalais rempilera finalement d'une part et, d'autre part, vu que l'OL réclame pas moins de 30 M€ pour celui qui est devenu en deux saisons le pilier de la défense lyonnaise, il n'en sera finalement rien. La fin de la saison est marquée par le départ du capitaine Memphis Depay, qui est en fin de contrat, de Rudi Garcia, entraîneur du club depuis deux saisons mais aussi de la quasi-totalité du staff technique. Peter Bosz devient entraîneur de l'Olympique lyonnais le 29 mai 2021.
Sélectionné par Roberto Martínez pour l'Euro, Denayer manque la préparation et le début du championnat, il contracte ensuite la covid-19 et l'OL engage alors Jérôme Boateng, un sérieux concurrent dans le secteur défensif, pour pallier son absence. Victime d'une entorse à la cheville face aux Girondins de Bordeaux en clôture de la 17e journée de Ligue 1, Denayer est indisponible pour une durée de deux mois. Il doit ensuite patienter jusqu'à la 27e journée et le déplacement à Lorient avant d'être rappelé par Bosz. Il est à nouveau contrarié par une blessure deux mois plus tard, cette fois à la voûte plantaire. Denayer ne totalise que 15 apparitions dans une saison 2021-2022 qui s'avère être la dernière avec les Gones pour le défenseur belge car, les négociations pour une prolongation de contrat n'ayant pas abouti, le joueur est libéré par son club le 1er juillet 2022.

#### L'exil, Shabab Al-Ahli puis Al-Fateh SC (depuis 2022)
Près d'un mois après la fermeture du mercato en Europe, Jason Denayer retrouve finalement un club et signe un contrat d'un an auprès du Shabab Al-Ahli, un club des Émirats arabes unis basé à Dubaï et entraîné depuis peu par Leonardo Jardim,. L'international belge de 27 ans, un moment courtisé par Wolverhampton mais sans qu'un accord ne soit conclu, retrouve ainsi un employeur avec la Coupe du monde au Qatar dans le viseur car, même si le championnat émirati n'est pas le plus exigeant, Denayer représente l'une des rares alternatives crédibles au cœur de la défense des Diables Rouges.
En juillet 2023, il signe un contrat de deux ans avec le club saoudien d'Al-Fateh SC. Le 1er février 2025, Jason Denayer et Al-Fateh mettent fin à leur contrat de commun accord, ce qui permet au club de libérer l'une des dix places allouées aux joueurs étrangers par la Saudi Pro League afin de recruter lors du mercato hivernal.

### En sélections nationales
Denayer représente la Belgique à partir de 2013, d'abord avec l'équipe U19 et ensuite avec l'équipe U21. En août 2014, le sélectionneur de l'équipe A de la Belgique, Marc Wilmots, laisse entendre qu'il pourrait sélectionner Jason dans son équipe dans un futur proche. Deux mois plus tard, il tient parole en sélectionnant Denayer pour les premiers matchs de qualification de l'Euro 2016 face à Andorre et la Bosnie-Herzégovine. Il passe l'intégralité des deux rencontres sur le banc mais est tout de même rappelé pour le match amical face à l'Islande et le match de qualification face au pays de Galles.
Le 31 mars 2015, il honore sa première cape en équipe nationale face à Israël en rentrant à la place de Christian Benteke afin de pallier l'exclusion de Vincent Kompany. Il est pour la première fois titulaire en sélection le 7 juin 2015 face à la France, et réalise une très bonne performance qui lui vaut d'être acclamé par les médias belges, français et anglais.
Denayer est sélectionné pour le Championnat d'Europe 2016 en France. La Belgique perd son premier match face à l'Italie (0-2) en phase de groupes, mais après des victoires contre l'Irlande (3-0) et la Suède (1-0), elle se qualifie pour les huitièmes de finale où elle se défait de la Hongrie (0-4). Jan Vertonghen blessé et Kompany absent, Wilmots se voit contraint de faire débuter Denayer en quart de finale contre le Pays de Galles, les Belges perdent la rencontre (3-1) et sont éliminés.
Victime désignée de la débâcle de Lille, il n'est plus repris en équipe nationale pendant une longue période et n'est pas sélectionné par Roberto Martínez pour disputer la Coupe du monde 2018. Grâce à ses bonnes performances avec Lyon lors de la saison 2018-2019, il est réintégré dans l'effectif par Martínez en octobre 2018 et dispute l'entièreté de la rencontre amicale face aux Pays-Bas le 16 octobre 2018 (1-1).
Denayer inscrit son premier but pour les Diables Rouges le 5 septembre 2020 en ouvrant le score lors du match de la Ligue des nations contre le Danemark.
En 2021, Denayer fait partie de la sélection belge du Championnat d'Europe 2020, reporté à la suite de la pandémie de Covid-19. Lors du match d'ouverture face à la Russie (victoire 3-0), il reste sur le banc au profit de Dedryck Boyata, mais est titulaire contre le Danemark. Cependant, en début de match, il commet une erreur en sortie de défense qui permet aux Danois de prendre l'avantage. Une erreur heureusement sans conséquence car les Belges renversent la vapeur en seconde période, grâce aux buts de Thorgan Hazard et de Kevin De Bruyne, assurant la qualification pour le tour suivant. Denayer est également titulaire face à la Finlande (victoire 2-0) avant de céder sa place à Thomas Vermaelen pour les rencontres suivantes. La Belgique est éliminée en quart de finale par l'Italie.
Dès septembre 2021, il devient titulaire à part entière et ne quitte plus le onze de base, disputant les éliminatoires de la Coupe du monde 2022, la phase finale de la Ligue des nations et les deux matchs amicaux face à l'Irlande et au Burkina Faso, réservées aux joueurs comptant moins de 50 sélections, avant de devoir déclarer forfait pour les rencontres de Ligue des nations de juin 2022 à la suite d'une blessure à la voûte plantaire.

## Statistiques

### En club
| Saison                | Club                  | Championnat           | Championnat | Championnat | Championnat | Coupe nationale | Coupe nationale | Coupe nationale | Coupe de la Ligue | Coupe de la Ligue | Coupe de la Ligue | Supercoupe | Supercoupe | Supercoupe | Compétition(s) continentale(s) | Compétition(s) continentale(s) | Compétition(s) continentale(s) | Compétition(s) continentale(s) | Total | Total | Total |
| Saison                | Club                  | Division              | M.          | B.          | P.d.        | M.              | B.              | P.d.            | M.                | B.                | P.d.              | M.         | B.         | P.d.       | Comp.                          | M.                             | B.                             | P.d.                           | M.    | B.    | P.d.  |
| 2014-2015             | Celtic FC (prêt)      | Scottish Premiership  | 29          | 5           | 1           | 4               | 1               | 1               | 4                 | 0                 | 0                 | -          | -          | -          | C1+C3                          | 1+6                            | 0+0                            | 0+0                            | 44    | 6     | 2     |
| 2015-2016             | Galatasaray SK (prêt) | Süper Lig             | 17          | 0           | 2           | 5               | 0               | 1               | -                 | -                 | -                 | -          | -          | -          | C1+C3                          | 4+2                            | 0+0                            | 0+0                            | 28    | 0     | 3     |
| 2016-2017             | Sunderland AFC (prêt) | Premier League        | 24          | 0           | 0           | 2               | 0               | 0               | 1                 | 0                 | 0                 | -          | -          | -          | -                              | -                              | -                              | -                              | 27    | 0     | 0     |
| 2017-2018             | Galatasaray SK (prêt) | Süper Lig             | 22          | 0           | 1           | 0               | 0               | 0               | -                 | -                 | -                 | -          | -          | -          | -                              | -                              | -                              | -                              | 22    | 0     | 1     |
| 2018-2019             | Olympique lyonnais    | Ligue 1               | 31          | 2           | 0           | 4               | 1               | 0               | 2                 | 0                 | 0                 | -          | -          | -          | C1                             | 8                              | 0                              | 0                              | 45    | 3     | 0     |
| 2019-2020             | Olympique lyonnais    | Ligue 1               | 25          | 0           | 1           | 4               | 0               | 0               | 3                 | 0                 | 0                 | -          | -          | -          | C1                             | 9                              | 0                              | 0                              | 41    | 0     | 1     |
| 2020-2021             | Olympique lyonnais    | Ligue 1               | 31          | 1           | 0           | 2               | 1               | 0               | -                 | -                 | -                 | -          | -          | -          | -                              | -                              | -                              | -                              | 33    | 2     | 0     |
| 2021-2022             | Olympique lyonnais    | Ligue 1               | 15          | 3           | 1           | -               | -               | -               | -                 | -                 | -                 | -          | -          | -          | C3                             | 5                              | 0                              | 0                              | 20    | 3     | 1     |
| Sous-total            | Sous-total            | Sous-total            | 102         | 6           | 2           | 10              | 2               | 0               | 5                 | 0                 | 0                 | -          | -          | -          | -                              | 22                             | 0                              | 0                              | 139   | 8     | 2     |
| 2022-2023             | Shabab Al-Ahli Club   | UEA Pro League        | 9           | 0           | 0           | 2               | 0               | 0               | -                 | -                 | -                 | -          | -          | -          | ACL                            | -                              | -                              | -                              | 11    | 0     | 0     |
| 2023-2024             | Al-Fateh SC           | Saudi Pro League      | 21          | 1           | 0           | 1               | 0               | 0               | -                 | -                 | -                 | -          | -          | -          | -                              | -                              | -                              | -                              | 22    | 1     | 0     |
| 2024-2025             | Al-Fateh SC           | Saudi Pro League      | 15          | 0           | 1           | 1               | 0               | 0               | -                 | -                 | -                 | -          | -          | -          | -                              | -                              | -                              | -                              | 16    | 0     | 1     |
| Sous-total            | Sous-total            | Sous-total            | 36          | 1           | 1           | 2               | 0               | 0               | -                 | -                 | -                 | -          | -          | -          | -                              | -                              | -                              | -                              | 38    | 1     | 1     |
| Total sur la carrière | Total sur la carrière | Total sur la carrière | 239         | 12          | 7           | 25              | 3               | 2               | 10                | 0                 | 0                 | -          | -          | -          | -                              | 35                             | 0                              | 0                              | 309   | 15    | 9     |

### En sélections nationales
| Saison                | Sélection             | Phases finales         | Phases finales | Phases finales | Phases finales | Éliminatoires CDM | Éliminatoires CDM | Éliminatoires CDM | Éliminatoires EURO | Éliminatoires EURO | Éliminatoires EURO | Ligue des Nations | Ligue des Nations | Ligue des Nations | Matchs amicaux | Matchs amicaux | Matchs amicaux | Total | Total | Total |
| Saison                | Sélection             | Compétition            | M              | B              | Pd             | M                 | B                 | Pd                | M                  | B                  | Pd                 | M                 | B                 | Pd                | M              | B              | Pd             | M     | B     | Pd    |
| --------------------- | --------------------- | ---------------------- | -------------- | -------------- | -------------- | ----------------- | ----------------- | ----------------- | ------------------ | ------------------ | ------------------ | ----------------- | ----------------- | ----------------- | -------------- | -------------- | -------------- | ----- | ----- | ----- |
| 2014-2015             | Belgique              | -                      | -              | -              | -              | -                 | -                 | -                 | 2                  | 0                  | 0                  | -                 | -                 | -                 | 1              | 0              | 0              | 3     | 0     | 0     |
| 2015-2016             | Belgique              | Euro 2016              | 1              | 0              | 0              | -                 | -                 | -                 | 0                  | 0                  | 0                  | -                 | -                 | -                 | 4              | 0              | 0              | 5     | 0     | 0     |
| 2018-2019             | Belgique              | -                      | -              | -              | -              | -                 | -                 | -                 | 0                  | 0                  | 0                  | 1                 | 0                 | 0                 | 1              | 0              | 0              | 2     | 0     | 0     |
| 2019-2020             | Belgique              | -                      | -              | -              | -              | -                 | -                 | -                 | 3                  | 0                  | 0                  | -                 | -                 | -                 | -              | -              | -              | 3     | 0     | 0     |
| 2020-2021             | Belgique              | Euro 2020              | 2              | 0              | 0              | 3                 | 0                 | 0                 | -                  | -                  | -                  | 6                 | 1                 | 0                 | 3              | 0              | 0              | 14    | 1     | 0     |
| 2021-2022             | Belgique              | Ligue des nations 2021 | 2              | 0              | 0              | 6                 | 0                 | 0                 | -                  | -                  | -                  | -                 | -                 | -                 | -              | -              | -              | 8     | 0     | 0     |
| Total sur la carrière | Total sur la carrière | Total sur la carrière  | 5              | 0              | 0              | 9                 | 0                 | 0                 | 5                  | 0                  | 0                  | 7                 | 1                 | 0                 | 9              | 0              | 0              | 35    | 1     | 0     |

### Matchs internationaux
| Matchs internationaux de Jason Denayer, | Matchs internationaux de Jason Denayer, | Matchs internationaux de Jason Denayer,        | Matchs internationaux de Jason Denayer, | Matchs internationaux de Jason Denayer, | Matchs internationaux de Jason Denayer, | Matchs internationaux de Jason Denayer, | Matchs internationaux de Jason Denayer,                               |
| #                                       | Date                                    | Lieu                                           | Adversaire                              | Résultat                                | Compétition                             | Club                                    | Notes                                                                 |
| --------------------------------------- | --------------------------------------- | ---------------------------------------------- | --------------------------------------- | --------------------------------------- | --------------------------------------- | --------------------------------------- | --------------------------------------------------------------------- |
| 1                                       | 31 mars 2015                            | Stade Teddy, Jérusalem, Israël                 | Israël                                  | V 1 - 0                                 | Éliminatoires de l'Euro 2016            | Celtic FC                               | Entre en jeu à la place de Christian Benteke à la 66e minute de jeu.  |
| 2                                       | 7 juin 2015                             | Stade de France, Saint-Denis, France           | France                                  | V 4 - 3                                 | Match amical                            | Celtic FC                               | Titulaire, remplacé par Leander Dendoncker à la 85e minute de jeu.    |
| 3                                       | 12 juin 2015                            | Cardiff City Stadium, Cardiff, Pays de Galles  | Pays de Galles                          | D 0 - 1                                 | Éliminatoires de l'Euro 2016            | Celtic FC                               | Titulaire.                                                            |
| 4                                       | 13 novembre 2015                        | Stade Roi Baudouin, Bruxelles, Belgique        | Italie                                  | V 3 - 1                                 | Match amical                            | Galatasaray SK                          | Entre en jeu à la place de Luis Pedro Cavanda à la 63e minute de jeu. |
| 5                                       | 29 mars 2016                            | Stade Dr Magalhães Pessoa, Leiria, Portugal    | Portugal                                | D 1 - 2                                 | Match amical                            | Galatasaray SK                          | Titulaire, remplacé par Dedryck Boyata à la 86e minute de jeu.        |
| 6                                       | 1er juin 2016                           | Stade Roi Baudouin, Bruxelles, Belgique        | Finlande                                | N 1 - 1                                 | Match amical                            | Galatasaray SK                          | Titulaire.                                                            |
| 7                                       | 5 juin 2016                             | Stade Roi Baudouin, Bruxelles, Belgique        | Norvège                                 | V 3 - 2                                 | Match amical                            | Galatasaray SK                          | Titulaire, remplacé par Laurent Ciman à la 66e minute de jeu.         |
| 8                                       | 1er juillet 2016                        | Stade Pierre-Mauroy, Villeneuve-d'Ascq, France | Pays de Galles                          | D 1 - 3                                 | Euro 2016                               | Galatasaray SK                          | Titulaire.                                                            |
| 9                                       | 16 octobre 2018                         | Stade Roi Baudouin, Bruxelles, Belgique        | Pays-Bas                                | N 1 - 1                                 | Match amical                            | Olympique lyonnais                      | Titulaire.                                                            |
| 10                                      | 15 novembre 2018                        | Stade Roi Baudouin, Laeken, Belgique           | Islande                                 | V 2 - 0                                 | Ligue des nations 2018-2019             | Olympique lyonnais                      | Entre en jeu à la place de Vincent Kompany à la 84e minute de jeu.    |
| 11                                      | 6 septembre 2019                        | Stadio Olimpico, Serravalle, Saint-Marin       | Saint-Marin                             | V 4 - 0                                 | Éliminatoires de l'Euro 2020            | Olympique lyonnais                      | Titulaire.                                                            |
| 12                                      | 16 novembre 2019                        | Gazprom Arena, Saint-Pétersbourg, Russie       | Russie                                  | V 4 - 1                                 | Éliminatoires de l'Euro 2020            | Olympique lyonnais                      | Entre en jeu à la place de Thomas Vermaelen à la 67e minute de jeu.   |
| 13                                      | 19 novembre 2019                        | Stade Roi Baudouin, Bruxelles, Belgique        | Chypre                                  | V 6 - 1                                 | Éliminatoires de l'Euro 2020            | Olympique lyonnais                      | Titulaire.                                                            |
| 14                                      | 5 septembre 2020                        | Parken Stadium, Copenhague, Danemark           | Danemark                                | V 2 - 0                                 | Ligue des nations 2020-2021             | Olympique lyonnais                      | Titulaire et buteur.                                                  |
| 15                                      | 8 septembre 2020                        | Stade Roi Baudouin, Bruxelles, Belgique        | Islande                                 | V 5 - 1                                 | Ligue des nations 2020-2021             | Olympique lyonnais                      | Titulaire.                                                            |
| 16                                      | 11 octobre 2020                         | Stade de Wembley, Londres, Angleterre          | Angleterre                              | D 1 - 2                                 | Ligue des nations 2020-2021             | Olympique lyonnais                      | Titulaire.                                                            |
| 17                                      | 14 octobre 2020                         | Laugardalsvöllur, Reykjavik, Islande           | Islande                                 | V 2 - 1                                 | Ligue des nations 2020-2021             | Olympique lyonnais                      | Titulaire.                                                            |
| 18                                      | 11 novembre 2020                        | Stade Den Dreef, Louvain, Belgique             | Suisse                                  | V 2 - 1                                 | Match amical                            | Olympique lyonnais                      | Entre en jeu à la place de Sebastiaan Bornauw à la 91e minute de jeu. |
| 19                                      | 15 novembre 2020                        | Stade Den Dreef, Louvain, Belgique             | Angleterre                              | V 2 - 0                                 | Ligue des nations 2020-2021             | Olympique lyonnais                      | Titulaire.                                                            |
| 20                                      | 18 novembre 2020                        | Stade Den Dreef, Louvain, Belgique             | Danemark                                | V 4 - 2                                 | Ligue des nations 2020-2021             | Olympique lyonnais                      | Titulaire.                                                            |
| 21                                      | 24 mars 2021                            | Stade Den Dreef, Louvain, Belgique             | Pays de Galles                          | V 3 - 1                                 | Éliminatoires de la Coupe du monde 2022 | Olympique lyonnais                      | Entre en jeu à la place de Thomas Vermaelen à la 46e minute de jeu.   |
| 22                                      | 27 mars 2021                            | Sinobo Stadium, Prague, Tchéquie               | Tchéquie                                | N 1 - 1                                 | Éliminatoires de la Coupe du monde 2022 | Olympique lyonnais                      | Titulaire.                                                            |
| 23                                      | 30 mars 2021                            | Stade Den Dreef, Louvain, Belgique             | Biélorussie                             | V 8 - 0                                 | Éliminatoires de la Coupe du monde 2022 | Olympique lyonnais                      | Titulaire, remplacé par Dedryck Boyata à la 46e minute de jeu.        |
| 24                                      | 3 juin 2021                             | Stade Roi Baudouin, Bruxelles, Belgique        | Grèce                                   | N 1 - 1                                 | Match amical                            | Olympique lyonnais                      | Titulaire.                                                            |
| 25                                      | 6 juin 2021                             | Stade Roi Baudouin, Bruxelles, Belgique        | Croatie                                 | V 1 - 0                                 | Match amical                            | Olympique lyonnais                      | Titulaire.                                                            |
| 26                                      | 17 juin 2021                            | Parken Stadium, Copenhague, Danemark           | Danemark                                | V 2 - 1                                 | Euro 2020                               | Olympique lyonnais                      | Titulaire.                                                            |
| 27                                      | 21 juin 2021                            | Gazprom Arena, Saint-Pétersbourg, Russie       | Finlande                                | V 2 - 0                                 | Euro 2020                               | Olympique lyonnais                      | Titulaire.                                                            |
| 28                                      | 2 septembre 2021                        | A. Le Coq Arena, Tallinn, Estonie              | Estonie                                 | V 5 - 2                                 | Éliminatoires de la Coupe du monde 2022 | Olympique lyonnais                      | Titulaire.                                                            |
| 29                                      | 5 septembre 2021                        | Stade Roi Baudouin, Bruxelles, Belgique        | Tchéquie                                | V 3 - 0                                 | Éliminatoires de la Coupe du monde 2022 | Olympique lyonnais                      | Titulaire.                                                            |
| 30                                      | 8 septembre 2021                        | Ak Bars Arena, Kazan, Russie                   | Biélorussie                             | V 1 - 0                                 | Éliminatoires de la Coupe du monde 2022 | Olympique lyonnais                      | Titulaire.                                                            |
| 31                                      | 7 octobre 2021                          | Juventus Stadium, Turin, Italie                | France                                  | D 2 - 3                                 | Ligue des nations 2020-2021             | Olympique lyonnais                      | Titulaire.                                                            |
| 32                                      | 10 octobre 2021                         | Juventus Stadium, Turin, Italie                | Italie                                  | D 1 - 2                                 | Ligue des nations 2020-2021             | Olympique lyonnais                      | Titulaire.                                                            |
| 33                                      | 13 novembre 2021                        | Stade Roi Baudouin, Bruxelles, Belgique        | Estonie                                 | V 3 - 1                                 | Éliminatoires de la Coupe du monde 2022 | Olympique lyonnais                      | Titulaire.                                                            |
| 34                                      | 26 mars 2022                            | Aviva Stadium, Dublin, Irlande                 | République d'Irlande                    | N 2 - 2                                 | Match amical                            | Olympique lyonnais                      | Titulaire.                                                            |
| 35                                      | 29 mars 2022                            | Lotto Park, Bruxelles, Belgique                | Burkina Faso                            | V 3 - 0                                 | Match amical                            | Olympique lyonnais                      | Titulaire, remplacé par Leander Dendoncker à la 46e minute de jeu.    |

### Buts internationaux
| Buts internationaux de Jason Denayer | Buts internationaux de Jason Denayer | Buts internationaux de Jason Denayer | Buts internationaux de Jason Denayer | Buts internationaux de Jason Denayer | Buts internationaux de Jason Denayer | Buts internationaux de Jason Denayer | Buts internationaux de Jason Denayer | Buts internationaux de Jason Denayer | Buts internationaux de Jason Denayer |
| #                                    | Date                                 | Lieu                                 | Adversaire                           | Résultat                             | Compétition                          | Détail                               | Détail                               | Détail                               | Cape                                 |
| ------------------------------------ | ------------------------------------ | ------------------------------------ | ------------------------------------ | ------------------------------------ | ------------------------------------ | ------------------------------------ | ------------------------------------ | ------------------------------------ | ------------------------------------ |
| 1                                    | 5 septembre 2020                     | Parken Stadium, Copenhague, Danemark | Danemark                             | V 2 - 0                              | Ligue des nations 2020-2021          | 9e                                   | du pied gauche                       | 0-1                                  | 14e                                  |

## Palmarès

### En club
|  |  | Celtic FC - Championnat d'Écosse (1) : - Champion : 2015. - Coupe de la Ligue (1) : - Vainqueur : 2015. |  | Galatasaray SK - Championnat de Turquie (1) : - Champion : 2018. - Coupe de Turquie (1) : - Vainqueur : 2016. |  | Olympique lyonnais - Coupe de la Ligue : - Finaliste : 2020. - Emirates Cup (1) : - Vainqueur : 2019. |  | Shabab Al-Ahli - Championnat des Émirats arabes unis (1) : - Champion : 2023. |

### En sélections nationales
|  |  | Belgique - Ligue des nations : - Quatrième : 2021. |

### Distinctions personnelles
- Meilleur jeune joueur du championnat d'Écosse 2014-2015.
- Membre de l'équipe-type de Scottish Premier League en 2015